# TCEP
A TCEP (trisz(2-karboxietil)foszfin)  egy tiolmentes (-SH atomcsoportot nem tartalmazó), szagtalan, stabil, hatékony diszulfidkötés redukálószer. Gyakran alkalmazzák biokémiai és molekuláris biológiai laboratóriumi munkák során.

## Előnyei
A fehérjékben és peptidekben található diszulfid kötések redukciójára használják, a DTT, DTE, és β-merkapto-etanol redukálószerekhez hasonlóan. A többiekhez képest a TCEP stabilabb, hatékonyabb és alkalmazható alacsonyabb pH tartományban is. A közel 100%-os hatáshoz szobahőmérsékleten néhány perc is elég. Képes redukálni még a legstabilabb vízoldható alkil-diszulfidokat is. A levegő oxigénjével nem lép reakcióba, nem illékony és a fehérjékben található egyéb funkciós csoportokkal nem reagál. Ezen kívül a TCEP-nek az is előnye, hogy nem tud bejutni a fehérjék hidrofób magjába, így csak a felszínen található, a levegő oxigénje által összeoxidált diszulfid hidakat redukálja.
Általában hidrokloridjával dolgoznak (TCEP-hidroklorid), ami nagyon jól oldódik vízben és pufferekben. Mivel erősen hidrofil, nagyon rosszul oldódik szerves oldószerekben, valamint etanolban és metanolban is korlátozottan oldódik. A TCEP-hidrokloridból 100-200 mM koncentrációjú törzsoldatot készítenek, amit megfelelő oldattal vagy pufferrel alkalmazás előtt 10-100-szorosan hígítanak. Minden vizes alapú pufferoldatban használható, azonban foszfát-pufferekben nem túl stabil. A törzsoldat pH értéke savas (2 és 3 között van), ezért használat előtt (5M koncentrációjú) NaOH oldattal közel semlegesre állítják a pH-ját. A törzsoldat -20 °C-on sokáig (évekig) eltartható. Kihígított puffer oldata több napig is eltartható anélkül, hogy elbomlana vagy reagálna a levegő oxigénjével.

## Általános reakció mechanizmusa diszulfid kötést tartalmazó vegyületekkel

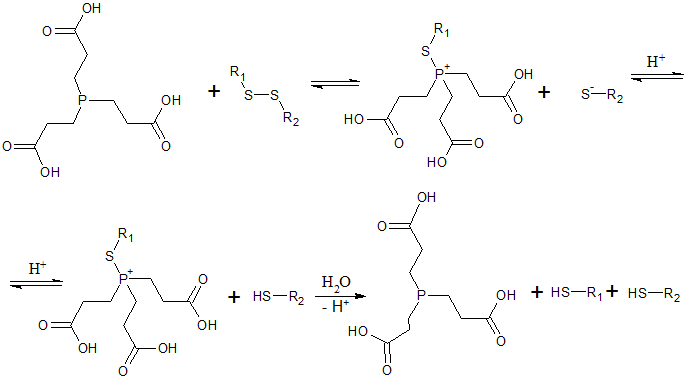
TCEP reacts with disulfide bridge

A reakció első lépéseként a TCEP foszforatomjának nemkötő elektronpárja (ami részlegesen negatív töltésű) nukleofil támadást indít az alkil-szulfid kénatomja ellen. Ennek hatására felszakad a kén-kén kötés, egy negatív töltésű alkil-szulfid távozócsoport, és egy pozitív töltésű alkil-szulfid-foszfin kation keletkezik.
A reakció második lépésében a szulfid csoportot tartalmazó negatív töltésű anion támadja meg a pozitív töltésű foszfin származékot. A redukálószer irreverzibilisen elreagál, így biztosítani kell, hogy a fehérje / polipeptidlánc koncentrációjához képest feleslegben legyen. Tömény fehérje oldatokban magasabb, 5-50 mM koncentrációban kell használni.

## Alkalmazása
- Biokémiai és molekuláris biológiai pufferekben a fehérjékben található cisztein oldalláncok oxidációjának a megakadályozására, és a nem megfelelő intra- és intermolekuláris S-S kötések felszakítására. A fehérjék biológiai aktivitásához megfelelő harmadlagos és negyedleges szerkezetre van szükség. Ennek létrejöttében nagy szerepet töltenek be a megfelelő helyen lévő diszulfidhidak, amelyeknek kialakulása a sejten belül biztosított. In vitro körülmények között levegőn létrejönnek olyan diszulfidhidak, amelyek gátolják a fehérje biológiai funkcióját; ezeket redukcióval szét kell választani.
- Ciszteinek jelölése malein-imidekkel. A TCEP nem lép reakcióba a reagenssel, ellentétben a DTT és a β-merkapto-etanol redukálószerekkel.
- Gélelektroforézis (SDS-PAGE) során a mintafelvivő pufferben redukálószerként. Ugyanakkor nem használható izoelektromos fókuszáláshoz, mivel vizes közegben töltéssel rendelkezik.
- A DTT-vel, DTE-vel és a β-merkapto-etanollal ellentétben használható fém affinitás kromatográfiában.